# Leles
Leles es un municipio del distrito de Trebišov en la región de Košice, Eslovaquia, con una población estimada a final del año 2024 de 1892 habitantes.
Se encuentra ubicado al este de la región, en la cuenca hidrográfica del río Ondava (afluente del río Bodrog que, a su vez, lo es del Tisza), y cerca de la frontera con la región de Prešov y Hungría.
En la localidad se halla el monasterio premonstratense de Leles, del siglo XII.

## Demografía
| Año        | 1994 | 2004    | 2014    | 2024    |
| ---------- | ---- | ------- | ------- | ------- |
| Población  | 1864 | 1898    | 1774    | 1892    |
| Diferencia |      | +1,82 % | −6,53 % | +6,65 % |

| Año        | 2023 | 2024    |
| ---------- | ---- | ------- |
| Población  | 1897 | 1892    |
| Diferencia |      | −0,26 % |